# Diocesi di Como
La diocesi di Como (in latino Dioecesis Comensis o Novocomensis) è una sede della Chiesa cattolica in Italia suffraganea dell'arcidiocesi di Milano appartenente alla regione ecclesiastica Lombardia. Nel 2023 contava 525.000 battezzati su 544.000 abitanti. È retta dal vescovo cardinale Oscar Cantoni.

## Territorio
La diocesi è molto estesa, è infatti tra le dieci diocesi italiane più grandi in termini di superficie. Comprende la maggior parte della provincia di Como, ad eccezione di una parte consistente della Brianza e delle antiche pievi di Appiano Gentile e di Porlezza, appartenenti all'arcidiocesi di Milano. Fanno parte della diocesi comasca anche alcuni comuni della provincia di Lecco, l'intera provincia di Sondrio e due valli (Valcuvia e Val Marchirolo) appartenenti alla provincia di Varese.
Due parrocchie, quella dei Santi Vito e Modesto in Lomazzo Milanese e quella di San Giovanni Evangelista in Montorfano, erano ambrosiane, sia per rito sia per appartenenza diocesana, fino al 1981 e al 1982 rispettivamente; in seguito passarono alla diocesi comense e al rito romano. Viceversa, la parrocchia di Saltrio cambiò in senso contrario e, da romana che era, fu resa ambrosiana.
Sede vescovile è la città di Como, dove si trova la cattedrale di Santa Maria Assunta.

### Vicariati
La diocesi comprende 338 parrocchie, raggruppate in 29 vicariati.

## Storia
Fu Ambrogio, vescovo di Milano dal 374 al 397, a consacrare Felice come primo vescovo di Como, il 1º novembre 386. Si presume, considerando il rapporto epistolare tra i due, che l'abbia inviato a evangelizzare il vasto territorio del municipium di Como e solo in questo senso si può affermare che quella milanese sia la "Chiesa madre" della Chiesa di Como, poiché per il resto, vale a dire liturgia, organizzazione delle comunità e rapporti di dipendenza, non abbiamo altre notizie. Le prime documentazioni di un'autorità metropolitica a cui facesse riferimento la Chiesa comense risalgono all'epoca dello scisma tricapitolino, quando chiaramente Como riconobbe la propria dipendenza da Aquileia.
La missione di Felice ricalcava quella affidata, alla fine del III secolo, dal predecessore di Ambrogio, Materno, a Fedele. Questi doveva aver conseguito qualche successo tanto che, attorno al 303, allorché giunsero a Milano alcuni sopravvissuti alla decimazione della Legione tebana, Fedele li aveva fatti fuggire con sé a Como. Qui Alessandro era stato arrestato, mentre Carpoforo, Cassio, Essanto, Severo, Secondo e Licinio vennero martirizzati, seguiti a breve distanza dallo stesso Fedele. Le salme dei martiri vennero recuperate dal protovescovo Felice, che le collocò nella prima chiesa cristiana di Como, ricavata in un tempio dedicato a Mercurio.
La confidenza di Fedele, comunque, sembra testimoniare la presenza di una comunità locale già ai tempi delle persecuzioni di Diocleziano e Massimiano, nel periodo 303-305. La pressione repressiva, d'altra parte, si sarebbe esaurita di lì a pochi anni, nel 313, con l'Editto di Milano. Ma si dovette trattare di una mera comunità di fedeli, addirittura priva di diaconi, come sembrano suggerire le considerazioni di Ambrogio nelle due lettere a Felice che ci sono conservate, relative alle difficoltà incontrate dal primo vescovo comasco nel far celebrare adeguatamente la messa.
Di fronte all'avanzata longobarda, nel 569 il vescovo di Milano Onorato si era rifugiato a Genova, città rimasta bizantina, ponendosi sotto la protezione dell'esarca. Condizione per ottenere la protezione dei Bizantini era chiaramente quella di abbandonare lo scisma dei tre capitoli e rientrare in piena comunione con il papa di Roma e l'imperatore. Fu poi il vescovo ambrosiano Lorenzo II a sottoscrivere una formale professione di fede che riportò la Chiesa milanese ufficiale all'obbedienza romana.
Como, tuttavia, sede suffraganea di Milano, si rifiutò fermamente di tradire lo spirito di Abbondio e del concilio di Calcedonia, cessò di riconoscere nella sede ambrosiana la propria metropolia e divenne suffraganea del lontano patriarcato di Aquileia, scismatico. Nella chiesa parrocchiale di Isola di Ossuccio, sul lago di Como, si leggono, su una grande lastra marmorea del VII secolo, le fiere motivazioni di questo scisma:
Così, dopo un lungo periodo di sede vacante, mentre i Longobardi consolidavano sul territorio comasco le loro inizialmente precarie conquiste, il clero e il popolo di Como chiesero alla lontana Aquileia l'ordinazione di un nuovo vescovo, determinando un distacco da Milano durato fino all'età moderna.
Il patriarca di Aquileia inviò a Como Agrippino; di lui afferma la già citata iscrizione di Ossuccio:
Dopo la sua morte, Agrippino venne considerato un santo, e come tale è tuttora venerato, mentre le sue spoglie sono custodite nella chiesa parrocchiale di Delebio.
La diocesi di Como venera così come santo un vescovo, Agrippino, che in nome della fedeltà al Concilio di Calcedonia continuò per tutta la vita a opporsi alla sede romana, che ormai aveva accettato il compromesso di Vigilio e dei suoi successori. Anche se scismatico, dunque, Agrippino è da tempo immemorabile considerato santo, insieme con gli altri primi vescovi della sede comense.
Nel 554 molti vescovi occidentali, compresi quelli di Milano e di Aquileia, non accettarono le conclusioni del Concilio di Costantinopoli II, in cui papa Vigilio fu costretto, con la forza, a sottoscrivere la condanna di alcuni scritti di tre autori che avevano avuto parte attiva al Concilio di Calcedonia, chiamati i "Tre Capitoli". Implicitamente, con questa mossa, l'imperatore Giustiniano I voleva ingraziarsi i monofisiti, già condannati a Calcedonia. A questo punto si delineò il cosiddetto scisma tricapitolino: poiché i vescovi occidentali non volevano smentire Calcedonia, rifiutarono la condanna dei Tre Capitoli. A motivo di questa fedeltà, nelle Chiese locali scismatiche (a Grado, appartenente al patriarcato di Aquileia, ma anche nella diocesi di Como), alcuni luoghi di culto furono dedicati a Sant'Eufemia, patrona di Calcedonia.
Intorno al 570 il vescovo di Milano ricompose lo scisma con Roma. Tuttavia, tra il 606 e il 608, Como si mantenne nella sua posizione di rifiuto della condanna dei Tre Capitoli ed entrò, quindi, a far parte della provincia ecclesiastica di Aquileia, della quale adottò il rito particolare conosciuto come patriarchino, che restò in vigore fino al 1598 quando, non senza difficoltà, papa Clemente VIII impose il rito romano. Lo scisma di Como fu ricomposto nel 698, grazie all'intervento del re longobardo Cuniperto.

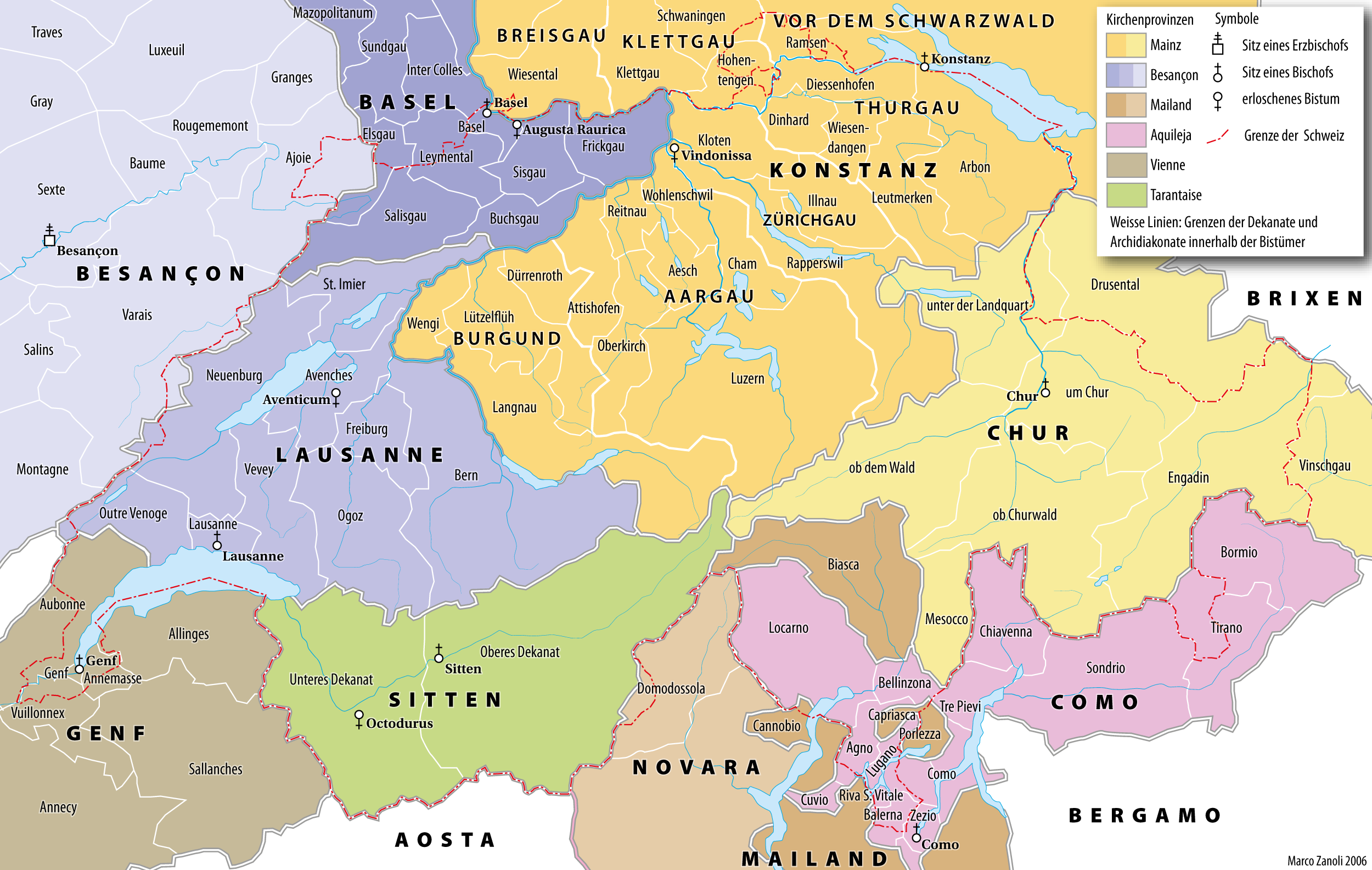
Suddivisione ecclesiastica storica della Svizzera e delle zone adiacenti. In rosa è quindi disegnato il territorio storico della Diocesi di Como, quando comprendeva ancora terre ora appartenenti alle Diocesi svizzere di Lugano e di Coira.

Nel corso del medioevo i vescovi di Como intrattennero rapporti con re e imperatori, che concessero loro numerosi privilegi e regalie (specialmente in Valtellina e nell'attuale Canton Ticino), tra cui il titolo di conte; i vescovi di Como governarono anche civilmente la maggior parte del territorio diocesano come feudatari (vescovo-conte) dell'imperatore. La diocesi divenne l'erede e il fondamento dell'identità comasca anche civilmente: rispetto al territorio municipale imperiale romano, la diocesi perse solo aree marginali per gli scontri armati con le diocesi vicine, quella di Coira a nord e soprattutto con l’arcidiocesi di Milano a sud, che in una serie di guerre si impadronì principalmente di Lecco fino alla stipula della pace di Lomazzo che definì i confini fra le diocesi.
La diocesi rimase suffraganea del patriarcato di Aquileia fino alla soppressione di questo (1751), quindi passò sotto la giurisdizione di Gorizia e, infine, approdò alla provincia ecclesiastica milanese (1789).
Fino alla convenzione del 1º settembre 1884, tra la Santa Sede e la Confederazione Elvetica, apparteneva alla diocesi di Como gran parte dell'attuale Canton Ticino. Anche qui, tuttavia, alcuni distretti, ad esempio le tre valli superiori di Blenio, Riviera e Leventina, appartenevano all'arcidiocesi di Milano e seguono tuttora il rito ambrosiano. Nel 1870, infine, i comuni del Grigioni italiano di Poschiavo e di Brusio furono staccati dalla diocesi comasca e incorporati in quella di Coira, a seguito dell'accordo tra Svizzera e Santa Sede del 23 ottobre 1869, entrato in vigore il 29 agosto dell'anno dopo.
Durante il Risorgimento, il governo italiano impedì al vescovo Luigi Nicora di prendere possesso della diocesi, non concedendogli l'exequatur.

## Cronotassi dei vescovi

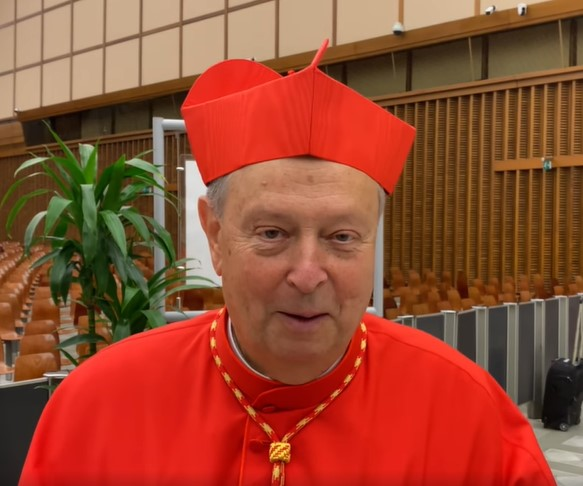
Il cardinale Oscar Cantoni, vescovo di Como dal 4 ottobre 2016.

Si omettono i periodi di sede vacante non superiori ai 2 anni o non storicamente accertati.
- San Felice † (386 - 391)
- San Probino † (391 - 420)
- Sant'Amanzio † (420 - 450)
- Sant'Abbondio † (450 - 489)
- San Console † (489 - 495 ?)
- Sant'Esuperanzio † (495 - 512 ?)
- Sant'Eusebio † (512 - 525 ?)
- Sant'Eutichio † (? - 5 giugno 539 deceduto)[11]
- Sant'Eupilio † (539 - ?)
- San Flaviano I † (?)
- San Prospero † (?)
- Giovanni I de Orchi † (? - 3 agosto 558 deceduto)
- Sant'Agrippino † (dopo il 607 - dopo il 617) (tricapitolino)[12]
- San Rubiano † (?)
- Sant'Adalberto † (?)
- San Martiniano † (?)
- San Vittorino † (?)
- San Giovanni II † (?)
- San Giovanni III † (?)
- Sant'Ottaviano † (?)
- San Benedetto I † (?)
- San Flaviano II † (? - 712 ?)
- Adeodato † (712 - 730 ?)
- Gausoaldo † (730 - ?)
- Angilberto I † (? - 750 ?)
- Lupo † (750 - ?)
- Teodolfo † (?)
- Adelongo † (? - 776 ?)
- Pietro I † (776 - 818 ?)
- Leone I † (823 - 838 ?)
- Perideo † (840 - 843)
- Amalrico † (844 - 865 ?)
- Angiberto II † (866 - 880 ?)
- Liutardo † (prima dell'887 - dopo il 905 deceuto)[13]
- Valperto † (911 - 914)
- Valperto † (915 - ?)
- Pietro II † (? - 921 ?)
- Azzone † (922 - 945 ?)
- Ubaldo † (946 - 967)
- Adelgisio † (970 - 980)
- Pietro III † (981 - 1004)
- Everardo † (1004 - 1007)
- Alberico † (1007 - estate 1028 deceduto)[14]
- Litigerio † (1028 - 1048)
- Bennone † (circa 1049 - 1061 deceduto)[15]
- Rainaldo † (1062 - 27 gennaio 1084 deceduto)[16]
- Eriberto † (1085 - 1088)
- Artuico † (1088 - 1096)
- Guido Grimoldi † (1096 - 1125 deceduto)
- Ardizzone I † (1125 - 1161)
- Enrico della Torre † (1162 - 1165)
- Giovanni IV (1167 - 1168 dimesso)
- Anselmo dei Raimondi o della Torre † (1168 - 1º aprile 1193 deceduto)
- Ardizzone II † (1193 - 1204 deceduto)
- Beato Guglielmo Della Torre † (1204 - 21 ottobre 1226 deceduto)
- Uberto di Sala † (1227 - 1259 deceduto)
- Leone degli Avvocati † (1259 - 1261 dimesso)
- Raimondo della Torre † (1262 - dicembre 1273 nominato patriarca di Aquileia)[17]
- Giovanni degli Avvocati † (1274 - 15 febbraio 1293 deceduto)
- Leone Lambertenghi, O.F.M. † (24 aprile 1293 - 1325 deceduto)
- Benedetto di Asinago (Asinaga) † (1º gennaio 1328 - 1339 deceduto)
- Beltramino Parravicini † (1339 - 5 settembre 1340 nominato vescovo di Bologna)
- Bonifacio Quadri † (7 novembre 1340 - 1351 deceduto)
- Bernardo, O.Cist. † (1352 - 1356 nominato vescovo di Ferrara)
- Andrea degli Avvocati † (1356 - 1363 deceduto)
- Stefano Gatti † (1364 - 1369 deceduto)
- Enrico Sessa † (22 ottobre 1369 - luglio o agosto 1380 deceduto)
- Beltramo da Brossano † (luglio o agosto 1380 - 1395 deceduto)
- Luchino da Brossano (Borsano) † (19 gennaio 1396 - 1408 deceduto)
- Guglielmo Pusterla (1409 - 1416 deceduto)
- Antonio Turconi, O.F.M. † (1409 - 1420 dimesso) (antivescovo)
- Francesco Bossi † (1420 - 1435 deceduto)
- Giovanni Barbavara † (13 giugno 1435 - 6 marzo 1437 nominato vescovo di Tortona)
- Gerardo Landriani Capitani † (6 marzo 1437 - 9 ottobre 1445 deceduto)
- Bernardo Landriano † (18 marzo 1446 - agosto 1451 deceduto)
- Antonio Pusterla † (16 luglio 1451 - 3 novembre 1457 deceduto)
- Martino Pusterla † (19 dicembre 1457 - 1460 deceduto)
- Lazzaro Scarampi † (20 agosto 1460 - 1466 deceduto)
- Branda Castiglioni † (8 ottobre 1466 - 16 luglio 1487 deceduto)
- Antonio III Trivulzio, O.C.R.S.A. † (27 agosto 1487 - 18 marzo 1508 deceduto)
- Scaramuccia Trivulzio (o Scaramuzzo) † (14 aprile 1508 - 8 gennaio 1518 dimesso)
- Antonio IV Trivulzio † (8 gennaio 1518 - 1519 dimesso)
- Cesare Trivulzio † (26 settembre 1519 - 1548 deceduto)
- Bernardino della Croce, B. † (24 settembre 1548 - 1559 dimesso)
- Gianantonio Volpi † (17 aprile 1559 - 30 agosto 1588 deceduto)
- Feliciano Ninguarda, O.P. † (17 ottobre 1588 - 5 gennaio 1595 deceduto)
- Filippo Archinti † (17 luglio 1595 - 1621 dimesso)
- Aurelio Archinti † (4 giugno 1621 - 19 settembre 1622 deceduto)
- Desiderio Scaglia, O.P. † (14 novembre 1622 - 1626 dimesso)
- Lazzaro Carafino † (7 gennaio 1626 - 15 giugno 1665 deceduto)
- Ambrogio Torriani † (15 dicembre 1666 - 9 ottobre 1679 deceduto)
- Carlo Stefano Anastasio Ciceri † (13 maggio 1680 - 24 giugno 1694 deceduto)
- Stefano Menati (o Menatti[18]) † (18 settembre 1694 - 5 agosto 1695 deceduto)
- Francesco Bonesana, C.R. † (14 novembre 1695 - 21 dicembre 1709 deceduto)
- Giuseppe Olgiati † (26 gennaio 1711 - 23 settembre 1735 dimesso)
- Alberico Simonetta † (26 settembre 1735 - 11 marzo 1739 deceduto)
- Paolo Cernuschi † (22 giugno 1739 - 15 aprile 1746 deceduto)
- Agostino Maria Neuroni, O.F.M.Cap. † (14 giugno 1746 - 22 aprile 1760 deceduto)
- Giovanni Battista Peregrini Albrici † (21 luglio 1760 - 5 agosto 1764 deceduto)
- Giambattista Muggiasca † (25 novembre 1764 - 1789)
- Giuseppe Bertieri, O.E.S.A. † (14 dicembre 1789 - 26 marzo 1793 nominato vescovo di Pavia)
- Carlo Rovelli, O.P. † (17 giugno 1793 - 1819 deceduto)
- Giambattista Castelnuovo † (8 gennaio 1821 - 23 dicembre 1831 deceduto)
- Carlo Romanò † (20 gennaio 1834 - 15 novembre 1855 deceduto)
  - Sede vacante (1855-1859)
- Giuseppe Marzorati † (25 giugno 1858 - 25 marzo 1865 deceduto)
- Pietro Carsana † (27 ottobre 1871 - 31 dicembre 1887 deceduto)
  - Sede vacante (1888-1891)
  - Luigi Nicora † (1º giugno 1888 - 27 novembre 1890 deceduto) (vescovo eletto)
- Beato Andrea Carlo Ferrari † (1º giugno 1891 - 21 maggio 1894 nominato arcivescovo di Milano)
- Teodoro Valfrè di Bonzo † (18 marzo 1895 - 3 marzo 1905 nominato arcivescovo di Vercelli)
- Alfonso Archi † (8 settembre 1905 - 16 novembre 1925 dimesso[19])
- Adolfo Luigi Pagani † (30 aprile 1926 - 1º febbraio 1930 deceduto)
- Alessandro Macchi † (30 giugno 1930 - 1º agosto 1947 deceduto)
- Felice Bonomini † (21 novembre 1947 - 1º novembre 1974 deceduto)
- Teresio Ferraroni † (1º novembre 1974 succeduto - 31 gennaio 1989 ritirato)
- Alessandro Maggiolini † (31 gennaio 1989 - 2 dicembre 2006 ritirato)
- Diego Coletti (2 dicembre 2006 - 4 ottobre 2016 ritirato)
- Oscar Cantoni, dal 4 ottobre 2016

## Santo patrono
Il patrono della diocesi è sant'Abbondio, celebrato il 31 agosto. Greco di nascita, Abbondio fu il quarto vescovo di Como e governò la diocesi dal 450 al 468. Partecipò al secondo concilio di Efeso e al concilio di Calcedonia in veste di "ambasciatore" del papa, sostenendo la condanna di Nestorio ed Eutiche, i quali avevano dato vita a due eresie diffusissime in quel periodo, il nestorianesimo e il monofisismo.
Oltre che della diocesi di Como, Abbondio è anche santo patrono della città di Como e compatrono della diocesi di Lugano, insieme con san Carlo Borromeo. Viene celebrato tradizionalmente il 2 aprile, ma a Como la data è stata posposta al 31 agosto e, in occasione della ricorrenza, si tiene una tradizionale fiera agricola e commerciale, accompagnata da numerosi eventi collaterali.

## Calendario liturgico proprio della diocesi
| Data         | Celebrazione                                                  | Grado                                    | Colore liturgico |
| ------------ | ------------------------------------------------------------- | ---------------------------------------- | ---------------- |
| 18 gennaio   | Sante Liberata e Faustina, vergini                            | Memoria facoltativa                      | bianco           |
| 18 gennaio   | Beato Andrea da Peschiera, sacerdote                          | Memoria facoltativa                      | bianco           |
| 22 gennaio   | Beato Antonio Della Chiesa, sacerdote                         | Memoria facoltativa                      | bianco           |
| 1º febbraio  | Beato Andrea Carlo Ferrari, vescovo                           | Memoria                                  | bianco           |
| 8 febbraio   | San Girolamo Emiliani, religioso                              | Memoria                                  | bianco           |
| 23 febbraio  | Beata Giovannina Franchi, vergine                             | Memoria facoltativa                      | bianco           |
| 8 marzo      | San Probino, vescovo                                          | Memoria facoltativa                      | bianco           |
| 6 aprile     | San Pietro da Verona, sacerdote e martire                     | Memoria                                  | rosso            |
| 8 aprile     | Sant'Amanzio, vescovo                                         | Memoria facoltativa                      | bianco           |
| 20 aprile    | Beata Chiara Bosatta, religiosa                               | Memoria facoltativa                      | bianco           |
| 10 maggio    | Beato Enrico Rebuschini, religioso                            | Memoria facoltativa                      | bianco           |
| 13 maggio    | Dedicazione della Basilica Cattedrale                         | Solennità in Cattedrale Festa in Diocesi | bianco           |
| 15 maggio    | Beata Maddalena Albrici, vergine                              | Memoria facoltativa                      | bianco           |
| 1º giugno    | San Giovanni Battista Scalabrini, vescovo                     | Memoria facoltativa                      | bianco           |
| 4 giugno     | Sant'Eutichio, vescovo                                        | Memoria facoltativa                      | bianco           |
| 6 giugno     | Beata Maria Laura Mainetti, vergine e martire                 | Memoria                                  | rosso            |
| 28 luglio    | Beato Giuseppe Ambrosoli, sacerdote                           | Memoria facoltativa                      | bianco           |
| 7 agosto     | Santi Carpoforo e compagni, protomartiri della Chiesa di Como | Memoria                                  | rosso            |
| 12 agosto    | Beato Innocenzo XI, papa                                      | Memoria                                  | bianco           |
| 31 agosto    | Sant'Abbondio, vescovo e patrono della Chiesa di Como         | Solennità                                | bianco           |
| 1º settembre | Santi vescovi di Como                                         | Memoria                                  | bianco           |
| 4 settembre  | Beato Nicolò Rusca, sacerdote e martire                       | Memoria                                  | rosso            |
| 12 settembre | Santissimo Nome di Maria                                      | Memoria                                  | bianco           |
| 30 settembre | Beata Vergine di Tirano, patrona della Valtellina             | Festa in Valtellina Memoria in Diocesi   | bianco           |
| 8 ottobre    | San Felice, vescovo e fondatore della Chiesa di Como          | Festa                                    | bianco           |
| 10 ottobre   | Beata Vergine Madre della Misericordia di Gallivaggio         | Memoria                                  | bianco           |
| 24 ottobre   | San Luigi Guanella, sacerdote                                 | Memoria                                  | bianco           |
| 25 ottobre   | Dedicazione della propria chiesa                              | Solennità                                | bianco           |
| 29 ottobre   | San Fedele, martire                                           | Memoria                                  | rosso            |
| 7 dicembre   | Sant'Ambrogio, vescovo e patrono della Regione Lombardia      | Festa                                    | bianco           |

A livello locale, in alcune parrocchie, vengono annualmente ricordati anche:
- Beato Michele Carcano, religioso (20 marzo)
- Beato Geremia Lambertenghi, religioso (25 marzo)
- Venerabile Giovanni Folci, sacerdote (31 marzo)
- Venerabile Giovanni Ferro, religioso e arcivescovo (18 aprile)
- San Miro di Canzo, religioso eremita (9 maggio)
- Sant'Adalberto di Como, vescovo (3 giugno)
- Sant'Agrippino di Como, vescovo (17 giugno)
- San Console di Como, vescovo (2 luglio)
- Beato Giuseppe Ambrosoli, sacerdote e missionario (28 luglio)
- Beato Gennaro della Valtellina, religioso ed eremita (19 settembre)
- Beato Guglielmo Della Torre, vescovo (21 ottobre)
- Venerabile Giuseppe Quadrio, religioso (23 ottobre)
- Beato Piero Fedele Pagano da Lecco, religioso e martire (26 dicembre)

## Attività pastorale

### Pastorale dei giovani

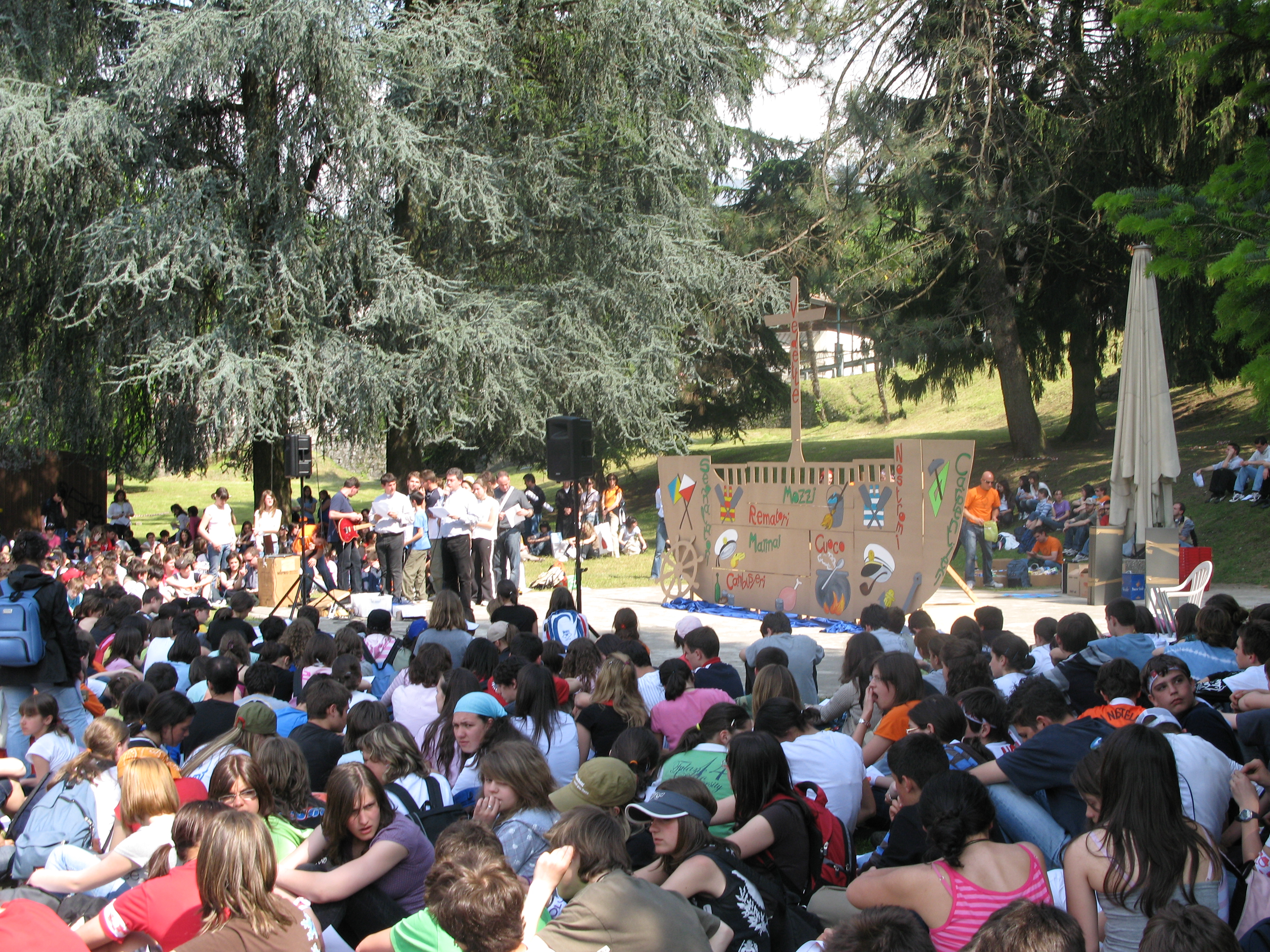
I ragazzi del "Molo 14" (2008) in un'attività di gruppo.

Dal 1989, una delle più importanti proposte pastorali rivolte dalla diocesi ai giovani è il "Molo 14", un raduno di tutti i quattordicenni per una messa e delle attività di gruppo, pensato come momento di verifica del percorso cristiano individuale e collettivo.
La formula si è negli anni consolidata: dal 2004 il "Molo 14" si tiene a Bellagio, nella frazione di San Giovanni, la prima o la seconda domenica di maggio. Tale località dispone di un molo con approdo fruibile, una grande piazza per la celebrazione, con vista sul lago e un parco pubblico poco distante. La diocesi ha scelto Bellagio come sede per quest'evento perché si trova in posizione mediana rispetto al suo territorio, che si estende sulla maggior parte della provincia di Como ma raccoglie anche tutta la Valtellina e la Valchiavenna.
L'ambientazione di fondo è una metafora lacustre-marinaresca, che coinvolge tutta la giornata, per cui i giovani sono suddivisi in gruppi come "rematori", "mozzi", "cambusieri" e si devono "vaccinare" contro le varie malattie (i peccati) che possono compromettere la salute degli uomini di mare. Le parrocchie partecipanti portano con sé il proprio "diario di bordo" e il vescovo è semi-travestito da pirata, con benda nera e uncino. All'interno di questa atmosfera i giovani, che hanno ricevuto la cresima uno o più anni prima, sono chiamati a vivere la loro fede per una giornata in stretta comunione con i coetanei e il pastore della Chiesa locale e, dunque, giungono a Bellagio su traghetti e battelli, partecipano a una messa celebrata all'aperto dal vescovo stesso, pranzano, si svagano, pregano e cantano insieme.
La giornata non è però conclusa in sé stessa: se, da un lato, nelle loro comunità, i giovani si preparano spiritualmente (con incontri catechistici) e materialmente (con la costruzione dei "diari di bordo") al "Molo 14", d'altronde, al termine dell'evento, il vescovo usa consegnare ai ragazzi dei simboli o dei libri, su cui lavorare insieme anche in futuro, lasciando come momento successivo di verifica e di incontro la "due giorni giovani", tenuta ogni anno in diversi luoghi della diocesi.
Nel 2016, in occasione del Giubileo della Misericordia, il Molo 14 venne sostituito dalla "Tappa 14enni" a Como, dove si svolse anche negli anni seguenti e con un format diverso da quello tradizionale: al mattino i ragazzi avevano la possibilità di gioco e di varie attività e di conoscenza con i loro coetanei in giro per la città, mentre nel pomeriggio era prevista la messa in Cattedrale con il Vescovo, a conclusione della giornata.
Dal 2022 si è tornati al format dell'incontro a Bellagio.

### Pastorale vocazionale
Sono già trascorsi parecchi anni da quando la diocesi, in particolare sotto l'impulso del vescovo Alessandro Maggiolini, ha incominciato a vivere il terzo sabato del mese, ogni mese, un pellegrinaggio mensile al santuario della Madonna del Soccorso, sopra a Ossuccio, luogo dove i giovani della diocesi convergono ogni anno alla vigilia della Giornata mondiale di preghiera per le vocazioni.
Visto il successo ottenuto da questa iniziativa, negli anni si è pensato di proporre un pellegrinaggio analogo, in contemporanea il terzo sabato del mese, in altri luoghi della diocesi.
A partire dal 2010, a fronte della chiusura del seminario minore avvenuta nel 2005, sono stati aperti, in alcuni punti della diocesi, i cosiddetti "Sicomoro": il "Sicomoro" è una piccola comunità formata da ragazzi dei primi delle scuole superiori, che vivono insieme una settimana al mese, accompagnati da un sacerdote responsabile e da una coppia di sposi, che adempie anche ai compiti della cucina. Al 14 maggio 2025 ne sono presenti quattro: Cavallasca, Olgiate Comasco (dal 2011), Lomazzo e Como Centro. Ci sono progetti in corso per l'apertura di altri "Sicomoro".

### Missioni diocesane
A partire dalla metà degli anni Sessanta, la diocesi apre ufficialmente due missioni diocesane: una in Camerun (prima nella diocesi di Sangmélima, poi nella diocesi di Maroua-Mokolo) nel 1969 e l'altra in Argentina (nella diocesi di Santiago del Estero), nel 1964. 
Con il nuovo millennio, già chiuse le esperienze in Camerun (per motivi di sicurezza legati alla presenza della minaccia terroristica di Boko Haram) e soprattutto in Argentina, l'impegno di una missio ad gentes rinasce nel cuore della diocesi: nel 2010 si apre una nuova missione in Perù (diocesi di Carabayllo) e nel 2020 in Mozambico (diocesi di Nacala). 
Dal 1964 sono stati 47 i missionari, sacerdoti diocesani, laici e religiose che hanno donato una parte significativa della loro vita alla Chiesa in Argentina, Camerun e Perù.

## Statistiche
La diocesi nel 2023 su una popolazione di 544.000 persone contava 525.000 battezzati, corrispondenti al 96,5% del totale.
| anno | popolazione | popolazione | popolazione | presbiteri | presbiteri | presbiteri | presbiteri                | diaconi | religiosi | religiosi | parrocchie |
| anno | battezzati  | totale      | %           | numero     | secolari   | regolari   | battezzati per presbitero | diaconi | uomini    | donne     | parrocchie |
| ---- | ----------- | ----------- | ----------- | ---------- | ---------- | ---------- | ------------------------- | ------- | --------- | --------- | ---------- |
| 1950 | 379.321     | 380.000     | 99,8        | 718        | 562        | 156        | 528                       |         | 219       | 2.013     | 360        |
| 1970 | 455.000     | 459.885     | 98,9        | 730        | 500        | 230        | 623                       |         | 275       | 2.285     | 374        |
| 1980 | 502.700     | 506.800     | 99,2        | 676        | 476        | 200        | 743                       |         | 220       | 1.900     | 374        |
| 1990 | 500.000     | 501.000     | 99,8        | 659        | 469        | 190        | 758                       |         | 232       | 1.524     | 341        |
| 1999 | 518.272     | 525.460     | 98,6        | 630        | 436        | 194        | 822                       | 5       | 242       | 1.268     | 341        |
| 2000 | 510.000     | 518.000     | 98,5        | 619        | 429        | 190        | 823                       | 7       | 237       | 1.251     | 341        |
| 2001 | 510.000     | 518.000     | 98,5        | 637        | 456        | 181        | 800                       | 7       | 224       | 1.037     | 341        |
| 2002 | 518.000     | 525.000     | 98,7        | 606        | 425        | 181        | 854                       | 9       | 223       | 1.010     | 341        |
| 2003 | 518.000     | 525.000     | 98,7        | 598        | 420        | 178        | 866                       | 8       | 220       | 1.000     | 341        |
| 2004 | 518.000     | 525.000     | 98,7        | 581        | 418        | 163        | 891                       | 9       | 204       | 881       | 338        |
| 2006 | 523.000     | 533.000     | 98,1        | 593        | 417        | 176        | 881                       | 9       | 208       | 850       | 338        |
| 2013 | 518.000     | 533.000     | 97,2        | 517        | 376        | 141        | 1.001                     | 11      | 176       | 138       | 338        |
| 2016 | 516.891     | 535.000     | 96,6        | 527        | 388        | 139        | 980                       | 12      | 172       | 540       | 338        |
| 2019 | 536.260     | 555.190     | 96,6        | 466        | 338        | 128        | 1.150                     | 13      | 147       | 475       | 338        |
| 2021 | 529.890     | 548.600     | 96,6        | 458        | 330        | 128        | 1.156                     | 13      | 147       | 475       | 338        |
| 2023 | 525.000     | 544.000     | 96,5        | 434        | 304        | 130        | 1.209                     | 17      | 151       | 293       | 338        |